# Cançó de bressol (Brahms)
| "Guten Abend, Gute Nacht"    |
|                              |
| Versió d'una caixa de música |
|                              |

La Cançó de bressol de Johannes Brahms (en alemany, Wiegenlied: Guten Abend, gute Nacht, Op. 49, núm. 4, fou publicada el 1868. El text del primer vers prové d'una col·lecció de poemes tradicionals alemanys anomenats Des Knaben Wunderhorn; la segona estrofa és de l'escriptor i filòleg Georg Scherer (1824–1909) el 1849. Aquesta melodia, aquesta cançó de bressol, és una del més famoses del món occidental, i és utilitzada per molts pares per fer dormir els seus nadons. Brahms va dedicar aquesta cançó a una amiga, Bertha Faber, amb motiu del naixement del seu segon fill. Brahms hi havia estat enamorat en la seva joventut i la melodia tenia present una cançó vienesa que ella li havia cantat quan es van conèixer a Hamburg. La cançó va ser estrenada en públic el 22 de desembre de 1869 a Viena per Louise Dustmann (cantant) i Clara Schumann (piano).

## Text
La primera estrofa del text és de Des Knaben Wunderhorn, una col·lecció de poemes populars alemanys. Posteriorment Brahms va adaptar una segona estrofa a partir d'un poema de 1849 de Georg Scherer.

| Text original (alemany) | Català | . |
| --- | --- | - |
| Guten Abend, gute Nacht, mit Rosen bedacht, mit Näglein besteckt, schlupf′ unter die Deck! Morgen früh, wenn Gott will, wirst du wieder geweckt. Guten Abend, gute Nacht, von Englein bewacht, die zeigen im Traum dir Christkindleins Baum. Schlaf nun selig und süß, schau im Traum 's Paradies. | Bona nit, bona nit, de roses cobert, de randes guarnit; reposa el llitet. matinet si déu vol, demà et despertaràs. Bona nit, bona nit, bells àngels, tots blancs, demà et mostraran; l´arbre de nadal. dorm infant un son llis, somnia al paradís. |   |

## Arranjaments i altres usos
Brahms va utilitzar aquesta melodia per a les variacions en el primer moviment de la seva Simfonia núm. 2 en re major, Op. 73. L'any 1922, el compositor i pianista australià Percy Grainger va arranjar el Wiegenlied i el publicà entre els "Free Settings of Favorite Melodies" per a piano sol. Aquest estudi destaca per l'ús de les suspensions i arpegis, amb la melodia situada en el registre de tenor del teclat. Aquesta pràctica era un dels recursos musicals preferits de Grainger.
El Wiegenlied també es canta amb les paraules hebrees de la benedicció de Jacob als seus nets, Efraïm i Manassès, que apareixen al Gènesi 48:16. Aquesta benedicció apareix incorporada al "Shemà Israel" i així ha esdevingut popular com a cançó de bressol jueva (Hamalach hagoel oti....).
El 1936, la pel·lícula biogràfica sobre Johannes Brahms, amb Albert Florath com a protagonista, tenia per títol el text d'inici de la cançó, Guten Abend, gute Nacht.
El baixista i compositor italià Davide Laugelli va fer un arranjament per a baix elèctric contingut a l'àlbum Soundtrack of a Nightmare (2017)

## Enregistraments notables
- 1937 Elisabeth Schumann (soprano) amb acompanyament orquestral a Romophone,[11][12] reeditat per Naxos.[13]
- 1941 Bing Crosby – enregistrament del 23 de maig de 1941, amb John Scott Trotter i la seva Orquestra.[14] Va arribar al núm. 20 en les llistes Billboard.[15]
- 1944 Frank Sinatra – enregistrat el 3 de desembre de 1944, amb Axel Stordahl i la seva Orquestra.[16]
- 1947 Lotte Lehmann (soprano) a RCA Victor.[17][18]
- 1953 Rosemary Clooney – enregistrament del 3 de febrer de 1953, amb la Percy Faith Orchestra, amb el títol "Close Your Eyes".[19]
- 1954 Bing Crosby – enregistrat 16 de juny de 1954, a l'àlbum Bing: A Musical Autobiography.
- 1958 Dietrich Fischer-Dieskau (baríton) i Gerald Moore (piano) a Orfeo C140201.
- 1959 Dean Martin – la va incloure en el seu àlbum Sleep Warm.
- 1962 Elisabeth Schwarzkopf (soprano) i Gerald Moore al segell discogràfic Testament Records (Regne Unit), núm. 1206.[20]
- 1963 Jazz Crusaders – en el seu àlbum Tough Talk.
- 1973 Dietrich Fischer-Dieskau i Wolfgang Sawallisch (piano) a EMI Classics ASIN: B000005GQ9.
- 1978 Dietrich Fischer-Dieskau i Daniel Barenboim (piano) a Deutsche Grammophon.
- 1986 Kidsongs - Good Night Sleep Tight as Lullaby and Good Night. (US: Platinum)
- 1989 Anne Sofie von Otter (mezzo-soprano) i Bengt Forsberg (piano) a Deutsche Grammophon 429727.
- 2013 Bernarda Fink (mezzo-soprano) i Roger Vignoles (piano).[21]
- 2013 Hayley Westenra – inclòs en el seu àlbum Hushabye.

## En pel·lícules
- 1937 Horitzons perduts – cantat a cappella per nens a Shangri-La
- 1945 Lleveu àncores! – cantat per Frank Sinatra